# Cafelândia
Cafelândia là một đô thị thuộc bang Paraná, Brasil. Đô thị này có diện tích 271,724 km², dân số năm 2007 là 13776 người, mật độ 49,3 người/km².